# Matías Pérez (Fußballspieler, 1985)
Matías Pérez, vollständiger Name Matías Omar Pérez Laborda, (* 20. Juli 1985 in Cardona, Departamento Soriano) ist ein uruguayischer ehemaliger Fußballspieler.

## Karriere
Der 1,73 Meter große Defensivakteur Pérez stand zu Beginn seiner Karriere in der Apertura 2006 und der Clausura 2007 im Erstligakader des Club Atlético Peñarol. In den Spielzeiten 2007/08 und 2008/09 war er Spieler des Danubio FC. In der letztgenannten Saison erzielte er vier Treffer in der Primera División. Sodann wechselte er nach Argentinien zu Arsenal de Sarandí. In der Saison 2009/10 wurde er dort 17-mal in der Primera División eingesetzt und schoss zwei Tore. In der Apertura 2010 war Danubio dann wieder sein Arbeitgeber. Er bestritt für die Montevideaner elf Erstligabegegnungen (zwei Tore). 2011 lief er in Chile 25-mal in der Primera División für die Santiago Wanderers auf und traf dreimal ins gegnerische Tor. Auch ein Einsatz (kein Tor) in der Copa Chile steht für ihn dort zu Buche. Den chilenischen Hauptstadtklub verließ er Anfang Januar 2012 zugunsten von Universidad Católica. 22 Erstligaeinsätze, zwei in der Copa Libertadores, vier in der Copa Sudamericana und drei in der Copa Chile – alle jeweils ohne persönlichen Torerfolg – weist die Statistik bei dieser Karrierestation für Pérez aus. Im Februar 2013 kehrte er für die Clausura 2013 zu Danubio zurück und absolvierte 13 Erstligapartien (ein Tor). Von Juli 2013 bis Anfang August 2014 stand er in Argentinien beim Quilmes AC unter Vertrag. Nach nur sieben Erstligaeinsätzen (kein Tor) und einem Spiel (kein Tor) in der Copa Argentina in diesem Jahr schloss er sich zur Apertura 2014 dem uruguayischen Erstligisten Juventud an. In der Spielzeit 2014/15 wurde er 26-mal (fünf Tore) in der höchsten uruguayischen Spielklasse eingesetzt. Mitte Juni 2015 wechselte er nach Zypern zu Omonia Nikosia. Dort absolvierte er eine Partie in der 1. Division und ein Spiel in der Europa League gegen Dinamo Batumi. Einen Treffer erzielte er nicht. Anfang Februar 2016 setzte er seine Karriere beim Club Atlético Rentistas fort. In der Clausura 2016 kam er dort in sechs Erstligaspielen (kein Tor) zum Einsatz und stieg mit dem Klub in die Zweitklassigkeit ab. Mitte August 2016 schloss er sich dem Erstligaaufsteiger Boston River an und bestritt in der Saison 2016 zwei Erstligapartien (kein Tor). Im Januar 2017 wurde zunächst sein Wechsel nach Peru zum Zweitligisten Sport Boys vermeldet. Im Februar 2017 schloss er sich dem uruguayischen Erstligisten Centro Atlético Fénix an, für den er bislang (Stand: 26. Juli 2017) eine Ligapartie (kein Tor) absolvierte.